# Dancing Barefoot
Dancing Barefoot è un brano musicale rock scritto da Patti Smith e Ivan Kral, pubblicato come secondo singolo dall'album dei Patti Smith Group del 1979 Wave. Come si legge nelle note di copertina, il brano è stato dedicato a quelle donne che sono come l'amante di Amedeo Modigliani, Jeanne Hébuterne.
Nel 2000, una versione live del pezzo è stata inserita nell'album di beneficenza Broadcast Vol.8 da KGSR in Austin, Texas.
Fu posta al numero 323 della lista dei 500 migliori brani secondo la nota rivista Rolling Stone (per poi essere spostata alla postazione 331 dopo la revisione del 2012).

## Cover delle Shakespears Sister
Nel marzo 2011, il gruppo pop britannico Shakespears Sister pubblicò una cover di Dancing Barefoot come primo singolo dal loro quinto album in studio Cosmic Dancer. Il rilascio coincise con quello del loro secondo singolo Someone Else's Girl.

### Elenco tracce
- Digital download[4]

1. Dancing Barefoot (Album Version)
2. Oh No, It's Michael (Album Version)
3. Dial F for Freedom (Album Version)
4. A Man in Uniform (Alternative Version)

## Altre versioni
- 1986 – Niki Mono & Berry Sakharof (apparso nel film Fuck Your Dreams, This Is Heaven)
- 1986 - The Feelies
- 1987 - Eastern Bloc (Eastern Bloc)
- 1987 – The Mission (The First Chapter)
- 1988 – The Celibate Rifles (apparso come traccia bonus nell'EP Roman Beach Party)
- 1989 – U2 (B-side del singolo When Love Comes to Town, apparso anche nella compilation The Best of 1980–1990 e nella colonna sonora del film Amici per gioco, amici per sesso)
- 1991 – Xymox (Phoenix)
- 1995 – Johnette Napolitano (Spirit of '73: Rock for Choice)
- 1997 – Die Cheerleader (apparso nella colonna sonora del film Barb Wire)
- 1998 - Sin (Insinuation)
- 2001 – Simple Minds (Neon Lights)
- La stessa Canzone è inserita nella prima stagione della serie televisiva Crossing Jordan
- 2004 – Chamber (Stolen Child)
- 2005 - Lea DeLaria (Double Standards)
- 2008 – Allison Moorer (Mockingbird)
- 2010 - Pearl Jam (Performed at Bridge School Benefit October 23, 2010)
- 2011 - First Aid Kit (suonato da Patti Smith al Polar Music Prize 2011 durante la cerimonia di premiazione)